# Калхун (окръг, Флорида)
Окръг Калхун (на английски: Calhoun County) е окръг в щата Флорида, Съединени американски щати. Площта му е 1487 km², а населението - 13 017 души (2000). Административен център е град Блаунтстаун.